# Sandholt
Sandholt er en gammel hovedgård, som nævnes første gang i 1434. Sandholt ligger i Sandholts Lyndelse Sogn, i det tidligere Sallinge Herred, Broby Kommune, nu Faaborg-Midtfyn Kommune. Hovedbygningen er opført i 1516 og ombygget i 1590-1634-1788-1790-1791.
Sandholt Gods er på 441 hektar. Bygningerne var fra omkring 1950 til 1969 kaserne for Fyenske CF-Sektion

## Stamhuset Sandholt
Stamhuset Sandholt omfattede Sandholt med Sollerup og blev oprettet 1726 og opløst 1923.

## Ejere af Sandholt
- (1434-1450) Henneke Krummedige / Timme Krummedige
- (1450-1460) Johan Wittekop Krummedige
- (1460-1470) Johan Wittekop Krummedige / Eggert Frille
- (1470-1500) Ermegaard Eggertsdatter Frille gift Bille
- (1500-1502) Poul Laxmand / Bent Bille
- (1502-1508) Torben Bentsen Bille
- (1508-1516) Edel Jernskæg gift Hardenberg
- (1516-1542) Jacob Hardenberg
- (1542-1551) Sophie Lykke gift Hardenberg
- (1551) Anne Jacobsdatter Hardenberg gift Rud
- (1551-1577) Erik Rud
- (1577-1579) Anne Jacobsdatter Hardenberg gift Rud
- (1579-1590) Slægten Rud
- (1590-1611) Knud Eriksen Rud
- (1611-1630) Corfitz Eriksen Rud
- (1630-1645) Birgitte Rosensparre gift Rud
- (1645-1684) Corfitz Nielsen Trolle
- (1684-1705) Conrad Hesse
- (1705-1718) Jacob de Bruin
- (1718-1723) Københavns Universitet
- (1723-1732) Hans Nobel (stamhus oprettet 1726)
- (1732-1740) Dorothea Hansdatter gift Nobel
- (1740-1752) Hans Hansen Nobel
- (1752-1755) Hans Hansen Nobel
- (1755-1782) Martha Hansdatter Nobel gift Nøragger
- (1782-1789) Hans Nobel Nøragger
- (1789-1807) Christopher Nicolaj Nobel Nøragger
- (1807-1866) Hans Nobel Nøragger
- (1866-1917) Nicoline Marthe Nobel von Sperling
- (1917-1939) Axel Lund (stamhuset opløst 1923)
- (1939-1946) E. M. Clausen
- (1946-1958) Johan Henrik Kirketerp-Møller
- (1958-1970) Enke Fru Else Margrethe Kirketerp-Møller
- (1970-) Mogens Kirketerp-Møller